# Erannis zehrounensis
Erannis zehrounensis là một loài bướm đêm trong họ Geometridae.